# OpenMath
OpenMath è un linguaggio di markup rivolto alle formule matematiche. Tra le sue altre applicazioni, esso può essere usato per complementare MathML, un linguaggio standard che attualmente si focalizza sulla presentazione delle formule; OpenMath consente di esprimere informazioni sulla semantica delle espressioni matematiche.
OpenMath consiste nella definizione di "Oggetti OpenMath", un tipo di dati astratto per la descrizione della struttura logica delle formule matematiche, e nella definizione dei "OpenMath Content Dictionaries", i dizionari dei contenuti matematici, ossia le collezioni dei nomi che esprimono concetti matematici. I nomi resi disponibili da queste collezioni hanno il fine specifico di essere utilizzati per estendere MathML; reciprocamente un insieme di base di questi "Content Dictionaries" è stato definito in modo da essere compatibile con il piccolo insieme di concetti matematici finora definiti come elementi di MathML-Content.
OpenMath è stato sviluppato attraverso una lunga serie di riunioni di lavoro e di progetti di ricerca (per la maggior parte con finanziamenti europei) a partire dal 1993, attività che continuano tuttora. Si sono avute rilevanti sinergie tra gli sviluppatori di MathML-Content e quelli di OpenMath.